# Unione della Transilvania alla Romania
L'Unione della Transilvania alla Romania venne dichiarata il 1º dicembre 1918 dall'assemblea di delegati romeni ad Alba Iulia. Festa nazionale in Romania, la Giornata della Grande Unione (detta anche giorno dell'unificazione) cade il 1º dicembre ogni anno per ricordare questo evento. La festività venne approvata dopo la Rivoluzione romena del 1989 con l'intento non solo di rimarcare l'annessione della Transilvania alla Romania, ma anche delle regioni del Banato, della Bessarabia e della Bucovina.

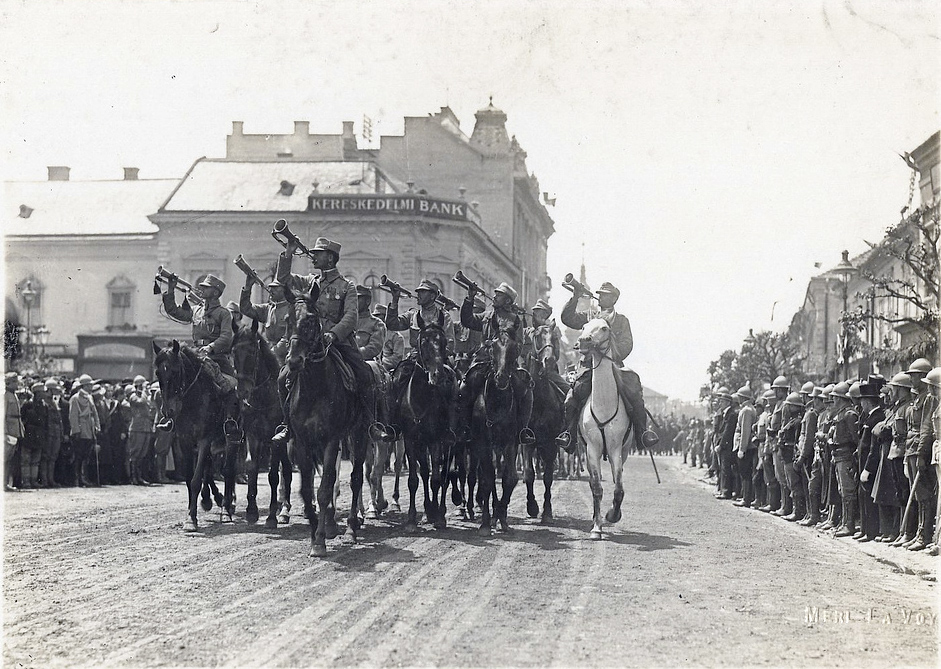
Truppe romene che marciano in Transilvania

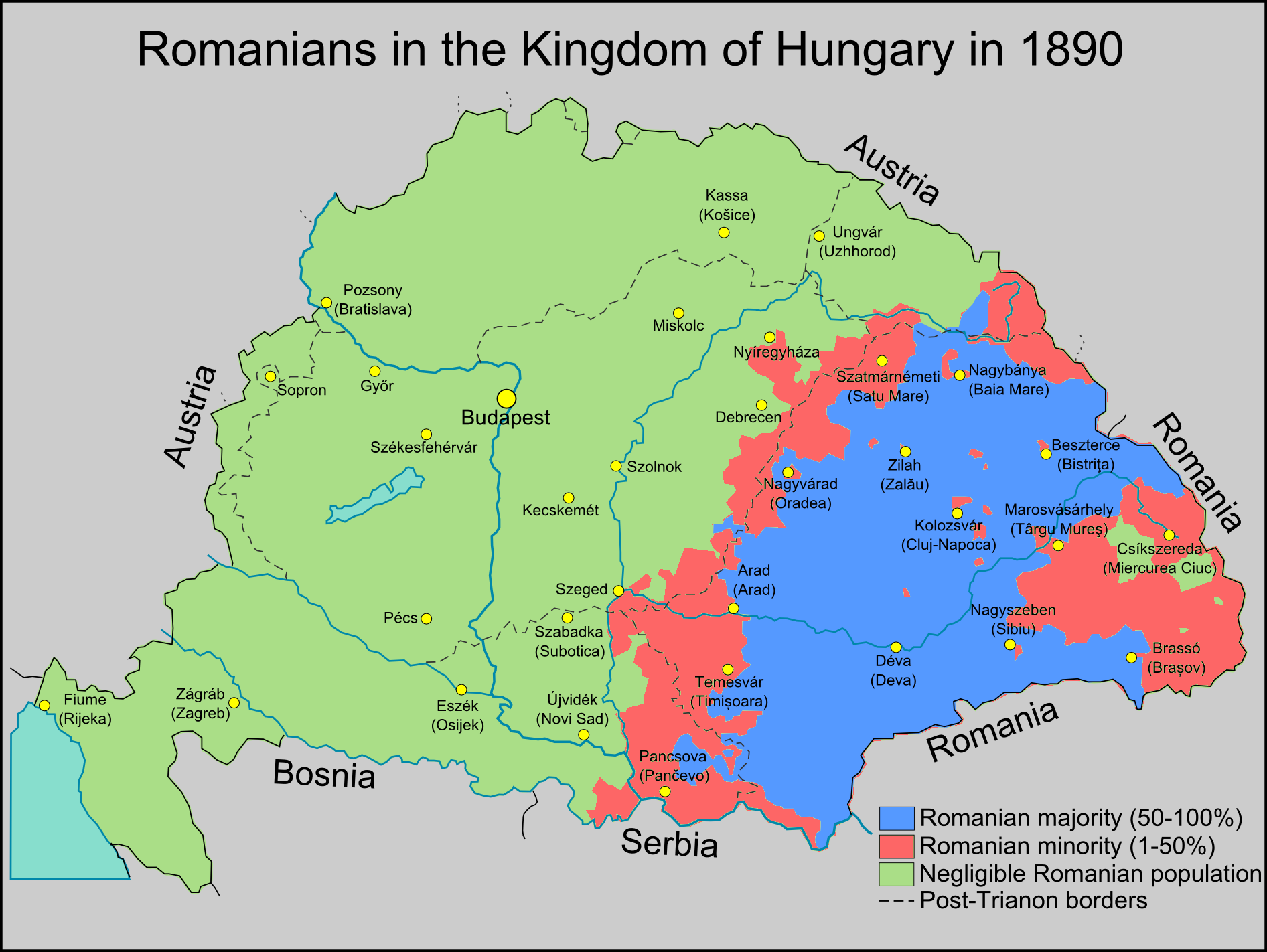
I romeni nel Regno d'Ungheria secondo il censimento ungherese del 1890

Espansione dei confini della Romania tra il 1859 ed il 2010

## Cause ed eventi guida
- 1906 - Un gruppo di studenti che fanno a capo all'arciduca Francesco Ferdinando creano un piano (mai messo in pratica) per formare gli Stati Uniti della Grande Austria, suggerendo lo stesso arciduca come imperatore, formando una federazione di 15 stati autonomi al loro interno.
- 1914 - L'arciduca Francesco Ferdinando viene assassinato a Sarajevo, area amministrata dall'Austria nell'attuale Bosnia. Inizia la prima guerra mondiale.
- 17 agosto 1916 - La Romania sigla il trattato segreto con le Potenze della Triplice Intesa (Regno Unito, Francia, Italia e Russia) secondo il quale Transilvania, Banato e Partium sarebbero divenute parte della Romania dopo la fine della Prima guerra mondiale se il paese fosse entrato in guerra al fianco dell'Intesa.
- Agosto 1916 - La Romania attacca l'Austria-Ungheria. L'offensiva viene presto repressa dalle forze austriache unite a quelle tedesche. Come risposta, le Potenze Centrali occupano la Valacchia e Bucarest. La capitale rumena diventa temporaneamente Iași.
- 1916 - L'imperatore Francesco Giuseppe d'Austria muore. L'imperatore Carlo I gli succede al trono.
- Dicembre 1916 - L'offensiva tedesca viene fermata presso la linea Mărășești-Galați.
- Maggio-luglio 1917 - Le truppe rumene fermano l'offensiva tedesca riportandola entro i propri confini, ma solo temporaneamente.
- 9 dicembre 1917 - La Romania sigla un armistizio con le Potenze Centrali
- Gennaio 1918 - Il presidente statunitense Woodrow Wilson condanna ogni trattato segreto e richiede l'autonomia dei gruppi etnici austro-ungheresi.
- 26-28 marzo 1918 - A Roma ha luogo il Congresso delle Nazioni d'Austria-Ungheria. Una mozione viene passata richiedendo il riconoscimento dei diritti di ciascuna nazione che costituisce stato nazionale o che vuole riunirsi in stato nazionale.
- 6 novembre 1918 - La Bessarabia, dopo tre mesi d'indipendenza dalla Russia, proclama la sua unione al Regno di Romania. I rumeni ed altri deputati (86 in totale) votarono a favore, mentre alcune minoranze (ucraini, russi, tedeschi, ebrei e gagauzi, 36 deputati in totale) si astennero. 2 deputati ucraini e 1 bulgaro (3 in totale) votarono contro. La dichiarazione venne siglata dal primo ministro (filotedesco) Alexandru Marghiloman per conto del governo rumeno.
- 18 maggio 1918 - Un trattato di pace viene siglato tra le Potenze Centrali (Germania, Austria-Ungheria e Bulgaria) ed il Regno di Romania per rimpiazzare l'armistizio di cinque mesi prima. La Romania riprende i territori che aveva prima della guerra e che si trovavano occupati dalle Potenze Centrali dal dicembre del 1916, ad eccezione della Dobrugia e delle regioni montuose. Il trattato non viene ratificato dalla Romania nella speranza che la sua mancata approvazione porti al riconoscimento totale dei domini rumeni nell'area. Le Potenze Centrali, secondo questo trattato, iniziarono a ritirare le loro truppe dalla Valacchia.
- 24 agosto 1918 - Un Consiglio Nazionale dell'Unità Rumena viene costituito a Parigi, con Take Ionescu come presidente, Vasile Lucaciu, Octavian Goga, Dr. Constantin Angelescu e Ioan Theodor Florescu come membri. È riconosciuto come "esponente dell'interesse della nazione rumena dell'Austria-Ungheria" dalla Francia (29 settembre), dagli Stati Uniti (23 ottobre), dal Regno Unito (29 ottobre) e dall'Italia (9 novembre), le quattro potenze dell'Intesa.
- 2 settembre 1918 - A New York si tiene il Congresso di Cechi, Slovacchi, Polacchi, Rumeni, Serbi, Croati e Ruteni dell'Austria-Ungheria. Viene richiesta una soluzione per le divisioni interne all'Austria-Ungheria.
- 12 ottobre 1918 - La Commissione Esecutiva del Partito Nazionale Rumeno dell'Austria-Ungheria, il principale partito della Transilvania, si ritrova ad Oradea. Viene approvata una dichiarazione con la quale si richiede "in virtù di diritti nazionali di ogni nazione per decidere del proprio destino" di costituire un Consiglio Centrale Nazionale Rumeno, un governo provvisorio per la Transilvania. Alla fine il Partito Nazionale Rumeno forma una Commissione d'Azione con sede a Arad e presieduta da Vasile Goldiș.
- 18 ottobre 1918 - Alexandru Vaida-Voevod, preminente politico rumeno dell'Austria-Ungheria, legge la dichiarazione di autodeterminazione del parlamento della parte ungherese dell'Austria-Ungheria a Budapest.
- in quello stesso giorno - L'imperatore Carlo I pubblica il suo "Manifesto ai miei fedeli popoli" ove propone una riorganizzazione dell'Austria-Ungheria in una federazione di sei stati indipendenti: Austria, Ungheria, Cechia, Iugoslavia, Polonia e Ucraina, oltre ad una posizione specifica per Trieste ed il suo territorio. Il manifesto fallì nel suo intento, e venne visto come un passo arrivato troppo tardi. Il Consiglio Nazionale negoziò direttamente con le potenze dell'Intesa.
- in quello stesso giorno - Una replica al manifesto dell'imperatore Carlo I venne pubblicata dal Corpo dei volontari transilvani e bukovini nell'esercito austro-ungarico, che richiamava all'unione dei territori abitati dai rumeni col Regno di Romania. Iuliu Maniu, politico transilvano di rilievo, si recò a Vienna e guidò 70.000 soldati transilvani nella loro terra natia.
- 28 ottobre 1918 - La Cecoslovacchia dichiara la sua indipendenza.
- 29 ottobre 1918 - Le aree della Slavonia meridionale dichiarano la loro indipendenza come Stato degli Sloveni, dei Croati e dei Serbi.
- 31 ottobre 1918 - Un nuovo governo, guidato da Mihály Károlyi, viene formato a Budapest, con il democratico Oszkár Jászi come Ministro delle Nazionalità. Il governo ungherese termina la sua unione con quello austriaco, dissolvendo ufficialmente lo stato austro-ungarico.
- 3 novembre 1918 - Il generale Weber, per la parte dell'Austria-Ungheria, firma l'armistizio di Padova con l'Italia.
- in quello stesso giorno - Il Consiglio Centrale Nazionale Rumeno viene creato coi rappresentanti del Partito Nazionale Rumeno e del Partito Social Democratico di Transilvania, e prese il controllo sulle autorità locali della Transilvania. L'apparato amministrativo ungherese si disgregò. Il governo ungherese di Károlyi Mihály incomincia i negoziati col Consiglio Centrale Nazionale Rumeno.
- 6 novembre 1918 - La Bessarabia, dopo tre mesi d'indipendenza dalla Russia, proclama la sua unione al Regno di Romania. I rumeni ed altri deputati (86 in totale) votarono a favore, mentre alcune minoranze (ucraini, russi, tedeschi, ebrei e gagauzi, 36 deputati in totale) si astennero. 2 deputati ucraini e 1 bulgaro (3 in totale) votarono contro. La dichiarazione venne siglata dal primo ministro (filotedesco) Alexandru Marghiloman per conto del governo rumeno. Con la vittoria dell'Intesa nella Prima guerra mondiale, il generale Maurice Sarrail da Salonicco irrompe le linee bulgare sul fronte dei Balcani e il governo filotedesco rumeno di Alexandru Marghiloman dà le dimissioni. Un nuovo governo al comando del generale Constantin Coandă come primo ministro viene a formarsi. Viene decretata la mobilitazione generale.
- 10 novembre 1918 - La Romania dichiara nuovamente guerra alle Potenze Centrali.
- 11 novembre 1918 - L'armistizio sul fronte occidentale viene siglato a Compiègne, Francia.
- 12 novembre 1918 - Le prime truppe rumene entrano in Ungheria ed occupano il passo montuoso di Gyergyótölgyes (Tulgheș) verso la regione di Szekler.
- 13 novembre 1918 - L'armistizio sul fronte balcanico viene siglato a Belgrado, in Serbia, tra il generale francese Franchet d'Esperey, capo dell'Intesa nell'esercito orientale, ed il governo ungherese. Altre azioni militari su piccola scala continuano in Ungheria per alcuni giorni. L'accordo fissa le linee di demarcazione tra Ungheria, Serbia e Romania, cedendo la regione del Banato all'amministrazione serba, malgrado il trattato segreto di Bucarest del 1916. Crișana e Maramureș, oltre alle città di Satu Mare, Oradea, Beiuș e Arad, oltre alla Transilvania interna sino al fiume Mureș, vengono lasciate sotto l'amministrazione ungherese. L'Ungheria venne obbligata a consentire il passaggio delle truppe rumene per giungere nei territori transilvani ad est della linea di demarcazione presso il fiume Mureș. All'Ungheria venne concesso di mantenere solo 8 divisioni armate.
- 15 novembre 1918 - Si tengono negoziati ad Arad tra il governo ungherese di Károlyi Mihály ed il Consiglio Centrale Nazionale Rumeno (di Transilvania), senza che un accordo venga raggiunto. Notizie circa l'accordo di Belgrado raggiungono la delegazione rumena in Transilvania. Il Consiglio Centrale Nazionale Rumeno si ritira dai negoziati e decide di ritrovarsi per il 18 novembre successivo all'Assemblea Nazionale dei Rumeni per la Transilvania e l'Ungheria.
- 13-20 novembre 1918 - Le truppe rumene occupano i principali valichi montani al confine nord orientale dell'Ungheria. L'intento dell'esercito è quello di occupare almeno 1/4 del territorio di Transilvania, come previsto dall'armistizio di Belgrado del 13 novembre e passarlo sotto amministrazione temporanea.
- novembre 1918 - Durante i 12 giorni d'intervallo si tengono le elezioni per l'Assemblea Nazionale dei Rumeni di Transilvania ed Ungheria. I suoi 1.228 membri sono eletti in numero di 5 per ogni distretto elettorale come stabilito nel 1910 (600 membri in totale), e 628 per rappresentare le diverse organizzazioni sociali, professionali e culturali (clero, unioni, militari, ecc.). L'entusiasmo locale raggiunge l'apice richiedendo la riforma agricola, il voto universale e l'unione con la Romania.
- 25 novembre 1918 - L'esercito rumeno occupa Târgu Mureș, la più importante città della regione di Szekler, nella Transilvania orientale.
- 28 novembre 1918 - l'Assemblea Nazionale di Székelys riunita a Târgu Mureș riafferma il suo supporto all'integrità territoriale dell'Ungheria.
- in quello stesso giorno - I 100 membri eletti al Congresso Generale di Bucovina passa la risoluzione di unione incondizionata col regno di Romania. Dei deputati, rumeni (74), tedeschi (7) e polacchi (6) votano favorevolmente, mentre 13 deputati ucraini votano contrari.

## L'Assemblea Nazionale di Alba Iulia

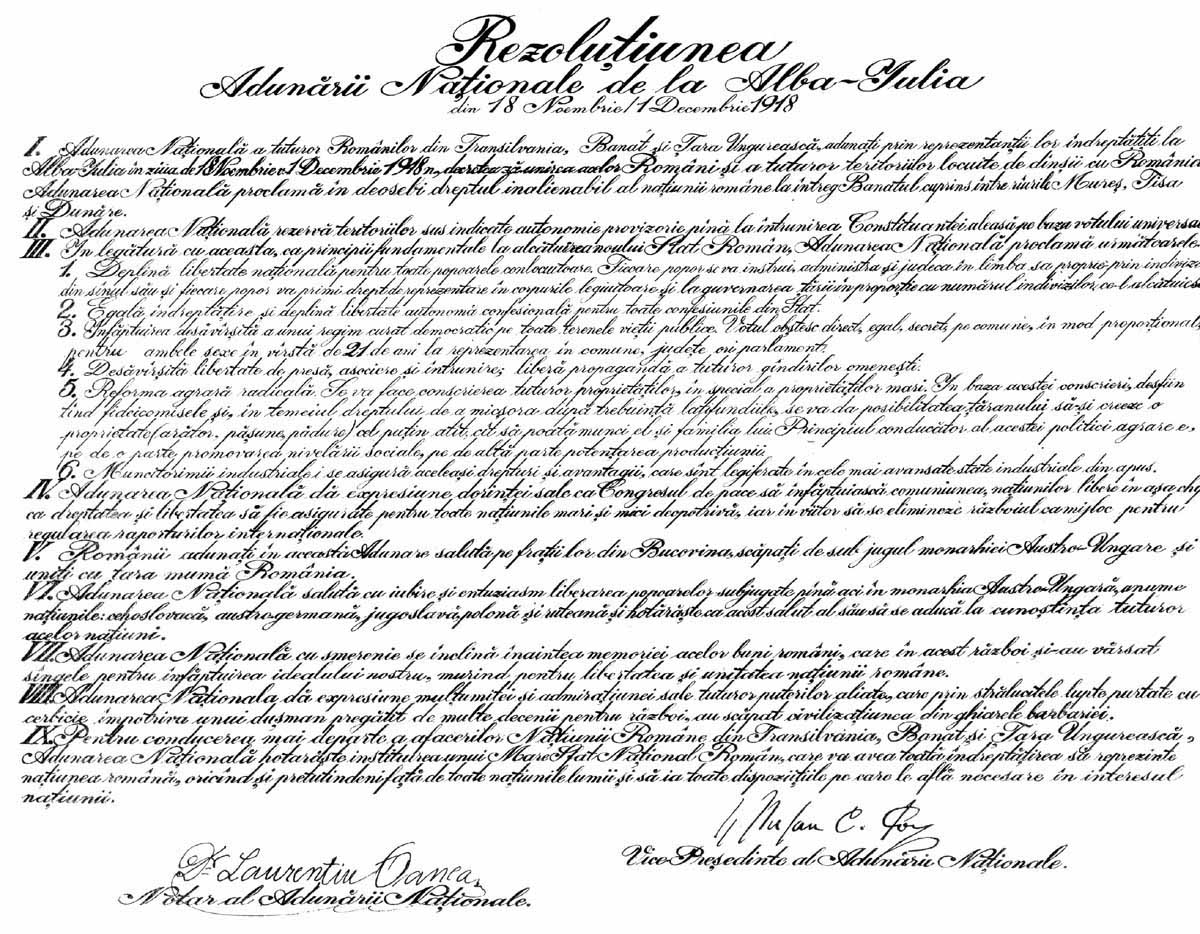
La risoluzione dell'Assemblea Nazionale

Il 1º dicembre 1918 l'Assemblea Nazionale dei Rumeni di Transilvania e Ungheria, composta da 1.228 membri eletti tra i rumeni di Transilvania, Banato, Crișana e Maramureș, convengono ad Alba Iulia e decretano all'unanimità
La risoluzione votata dall'Assemblea Nazionale stipulò inoltre i "principi fondamentali della fondazione del nuovo stato rumeno":
1. Piena libertà nazionale per tutti i popoli coabitanti. Ciascuno studierà, si giudicherà nella propria lingua ed avrà diritto ad essere rappresentato in accordo proporzionale al proprio numero.
2. Eguali diritti e piena autonomia nella libertà religiosa per tutte le confessioni nello stato.
3. Pieno sistema democratico in tutta la vita pubblica. Suffragio universale, diretto, eguale, segreto, in ogni comune, proporzionale, per entrambi i sessi, a 21 anni di età.
4. Piena libertà di stampa, di associazione e d'incontro, libera propaganda per tutti i pensieri umani.
5. Radicale riforma agraria, con conseguente abolizione di tutte le corvé e proprietà concessa anche ai contadini (proprietà di terre, foreste, pascoli, ecc.).
6. I lavoratori delle industrie avranno i medesimi privilegi dei lavoratori in occidente.

L'assemblea venne formata da 200 dei suoi membri più 50 co-membri dell'Alto Consiglio Nazionale Rumeno di Transilvania, il nuovo parlamento permanente in Transilvania.
Il giorno successivo, il 2 dicembre 1918 l'Alto Consiglio Nazionale Rumeno di Transilvania formò un nuovo governo sotto il nome di Consiglio Direttivo di Transilvania (Consiliul Dirigent al Transilvaniei), capeggiato da Iuliu Maniu.
L'11 dicembre 1918, re Ferdinando di Romania siglò una legge che riguardava l'unione della Transilvania, del Banato, della Crișana, e di Satmar e Maramureș al Regno di Romania decretando che